# 德克斯特·弗萊徹
德克斯特·弗萊徹（英語：Dexter Fletcher，1966年1月31日—）是英國的一位演員和導演。他在電影《兩根槍管》中飾演 Soap 的角色，此外他還出演過HBO電視劇《兄弟连》。導演電影作品如《野蠻比爾》（2011年）、《愛在陽光燦爛時》（2013年）、《飛躍奇蹟》（2016年）和《火箭人》（2019年）。

## 外部連結
- 德克斯特·弗萊徹在互联网电影资料库（IMDb）上的資料（英文）